# Медресе Мулло Турсунжон
Медресе Мулло Турсунжон находится в городе Бухара в Узбекистане. Построено медресе, как и большинство исторических зданий в Бухаре в XVI веке. Первоначально использовалось по своему прямому назначению как школа, а в настоящий момент является памятником архитектуры и относится к всемирному наследию ЮНЕСКО.
Несколько мударрисов медресе Турсунжон имели чин старших муфтиев.

## Местоположение в городе
Медресе Мулло Турсунжон находится в центре города в конце улицы Мехтар Амбар по правой стороне. На улицу Мехтар Амбар можно выйти с западного прохода Так и Тельпак Фурушон.

## Описание и современное состояние
Само медресе Мулло Турсунжон является двухэтажным зданием, построенным в стиле местного бухарского зодчества. Здание является симметричным, в его центре спереди находится большая арка. Она несколько выдаётся вперёд и является внешним входом в медресе (айван). Потолок арки создаёт укрытие, а она сама образует дворик перед зданием. Арка по краям украшена орнаментом, который неплохо сохранился. По краям передней части здания расположены две башни, которые сглаживают прямоугольные контуры здания.
Стены здания выложены из кирпича и отштукатурены. Парадная часть здания выглядит превосходно, но на боковых и задней стенках здания штукатурка облетела, кирпичная кладка обнажилась, а местами и частично разрушилась. Внутри медресе разделено на комнатки, большинство из которых имеют окна. Комнаты в передней части здания на первом этаже имеют самостоятельный выходы, закрывающиеся двустворчатыми деревянными дверями, а на втором этаже — выходы на балконы. Балконы и выходы также оформлены в виде арок. У боковых комнат окна есть только на втором этаже, причём они закрыты решётками. На первом этаже у боковых комнат окна первоначально существовали, но были заложены кирпичом.